# 泰山貴和駅
泰山貴和駅（たいざんきわえき）は台湾新北市泰山区にある桃園機場捷運（桃園捷運機場線）の駅。駅番号は(A6)。普通車のみが停車する。

## 歴史
- 2017年
  - 2月2日 - 桃園機場捷運（桃園捷運機場線）暫定開業（当駅での入出場は扱わない）[1]。
  - 2月16日 - 当駅での整理券方式による無料体験試乗を開始（日中8-16時のみで、利用客数は1日の上限がある）[1]。
  - 3月2日 - 正式開業（4月1日までの1ヶ月は半額）[1]。

## 駅構造
ホームは地上4階にある。相対式ホーム2面2線の高架駅。ホームドア設置駅。出口は西側に1つ設けられる。開業時点での駅構内の案内表示は「往台北」「往中壢（環北を指す）」「往機場」であり、実際の利用時は注意が必要。

### 駅階層
| 地上 四階                      |                                                                          |                                                                    |
| 相対式ホーム、右側のドアが開く |                                                                          |                                                                    |
| 1番線                          | ← 機場線 普通車 桃園機場(T1・T2)・高鉄桃園站・環北方面方面（体育大学駅） |                                                                    |
| 2番線                          | → 機場線 普通車 新北産業園区・台北車站方面（泰山駅）→                    |                                                                    |
| 相対式ホーム、右側のドアが開く |                                                                          |                                                                    |
| 地上 二階                      | コンコース                                                               | 出入口、コンコース、自動券売機、自動改札機、エスカレーター、トイレ |

### 駅出口
- 出口1:新北大道

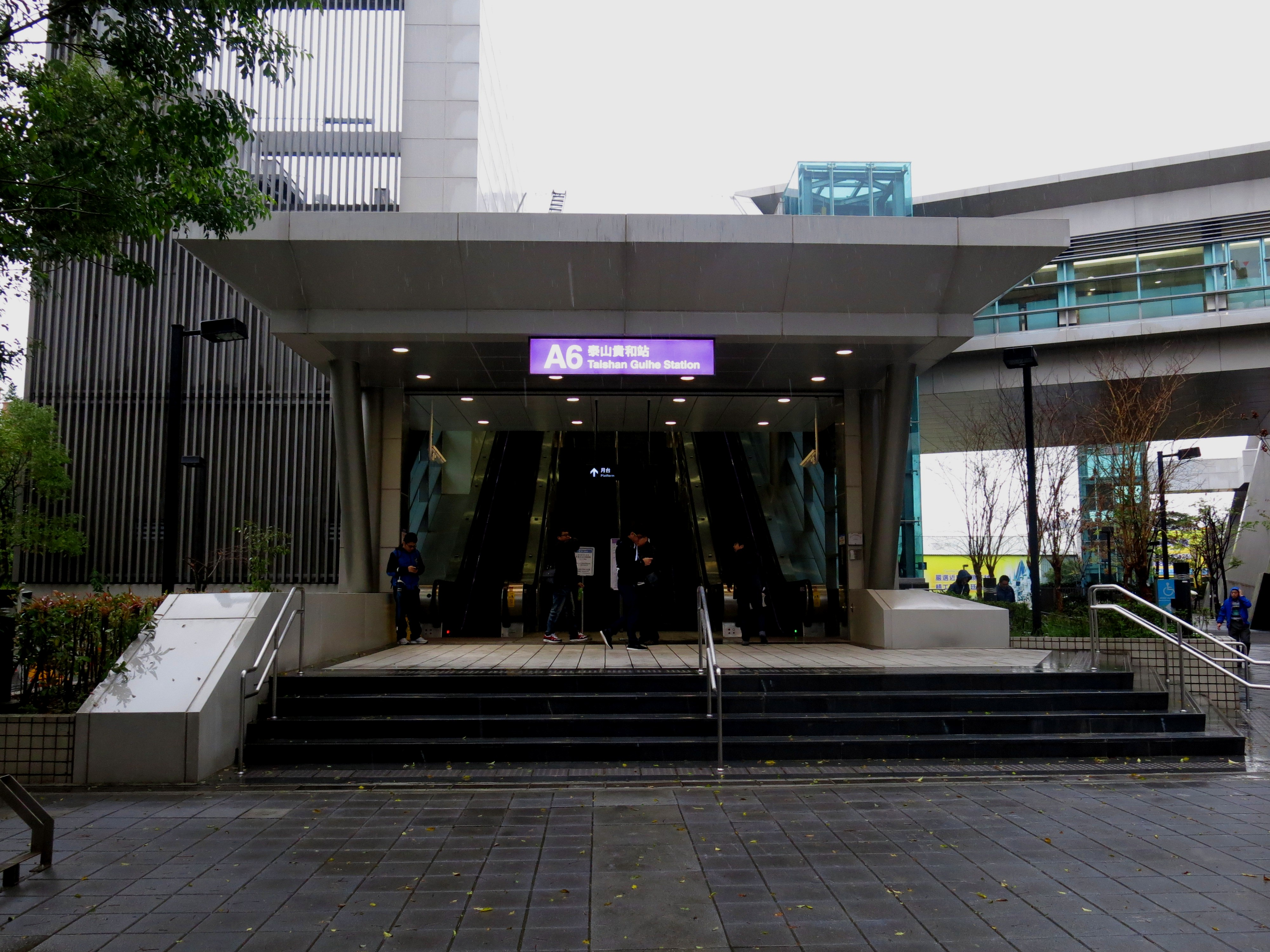
駅出入口(2017年2月)

## 利用状況
| 年   | 年間利用客数 | 年間利用客数 | 年間利用客数 | 年間利用客数 | 1日平均 | 1日平均 |
| 年   | 乗車         | 下車         | 乗降計       | 出典         | 乗車    | 乗降    |
| ---- | ------------ | ------------ | ------------ | ------------ | ------- | ------- |
| 2017 | 436,000      | 434,000      | 870,000      | [ 3 ]        | 1,430   | 2,852   |
| 2018 | 594,000      | 584,000      | 1,178,000    | [ 4 ]        | 1,627   | 3,227   |
| 2019 | 734,000      | 725,000      | 1,459,000    | [ 5 ]        | 2,011   | 3,997   |
| 2020 | 660,000      | 640,000      | 1,300,000    | [ 6 ]        | 1,803   | 3,552   |
| 2021 | 518,000      | 501,000      | 1,019,000    | [ 7 ]        | 1,419   | 2,792   |

## 駅周辺
- 麗京棧酒店(Hotel Intrendy)
- 下泰山巌（中国語版）
- 頂泰山巌（中国語版）
- 明志書院（中国語版）
- 輔大花園観光夜市（中国語版）

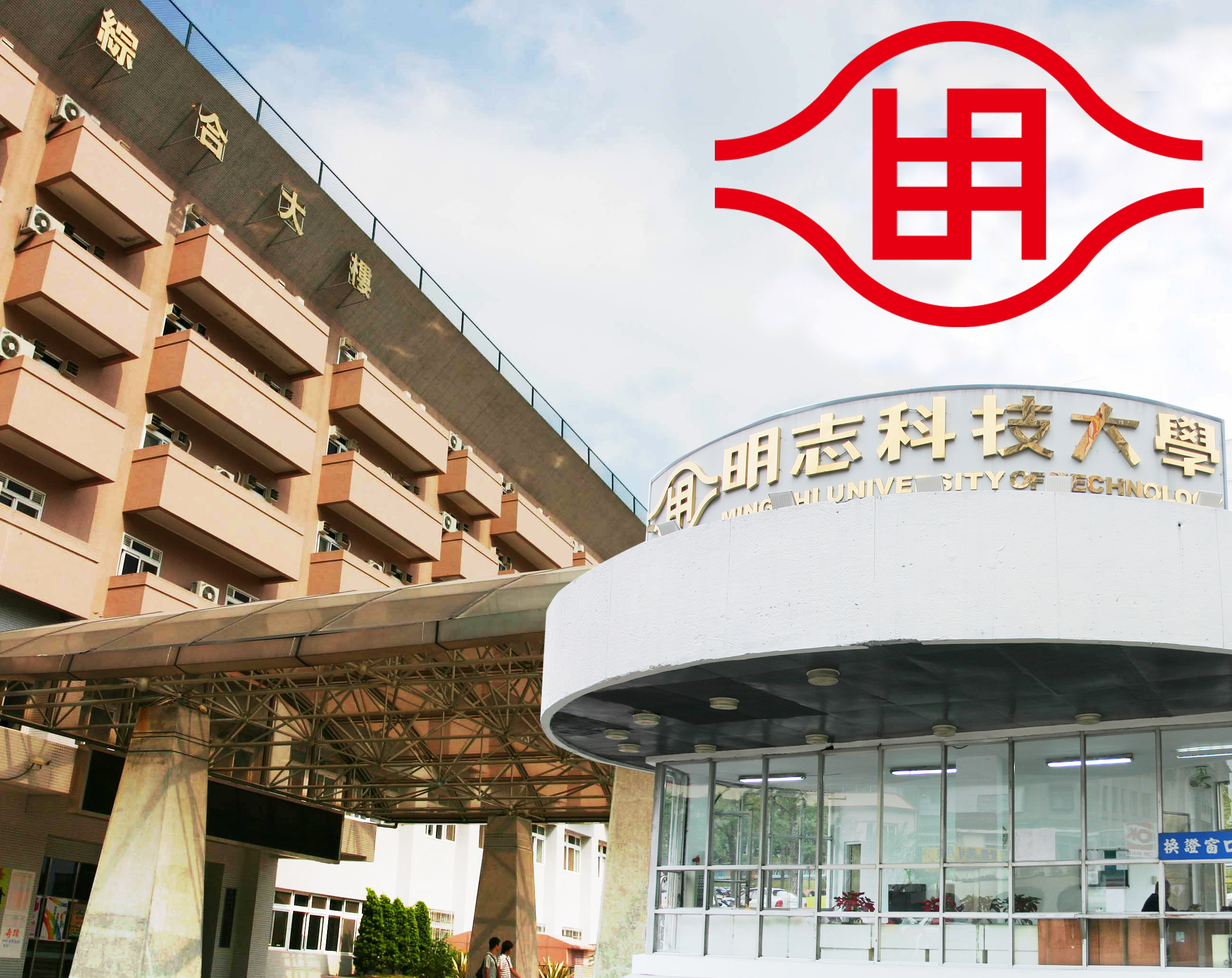
明志科技大学
- 輔仁大学（桃園捷運の最寄りとして。台北捷運輔大駅のほうが近い）
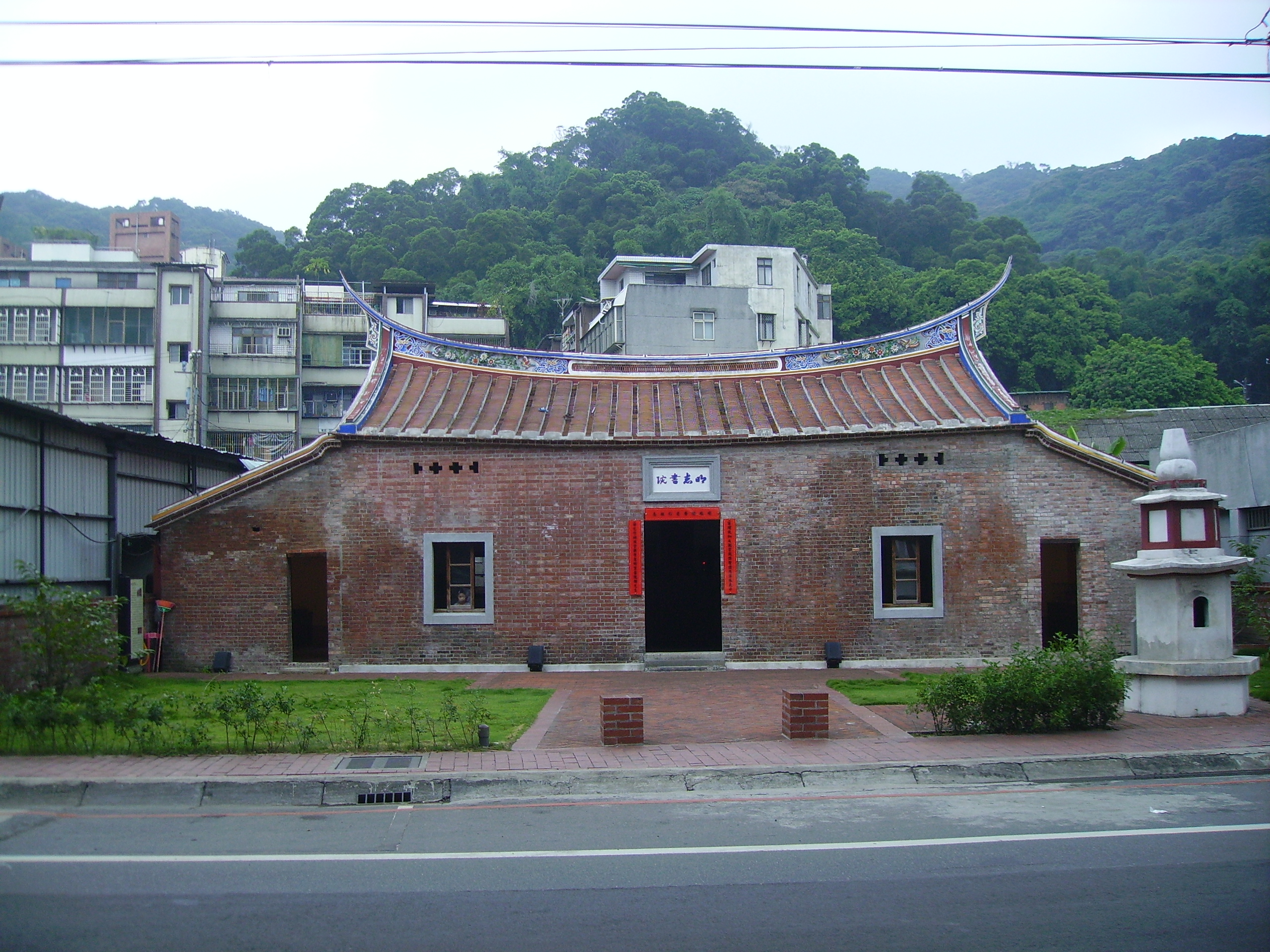
新北市立泰山明志国小
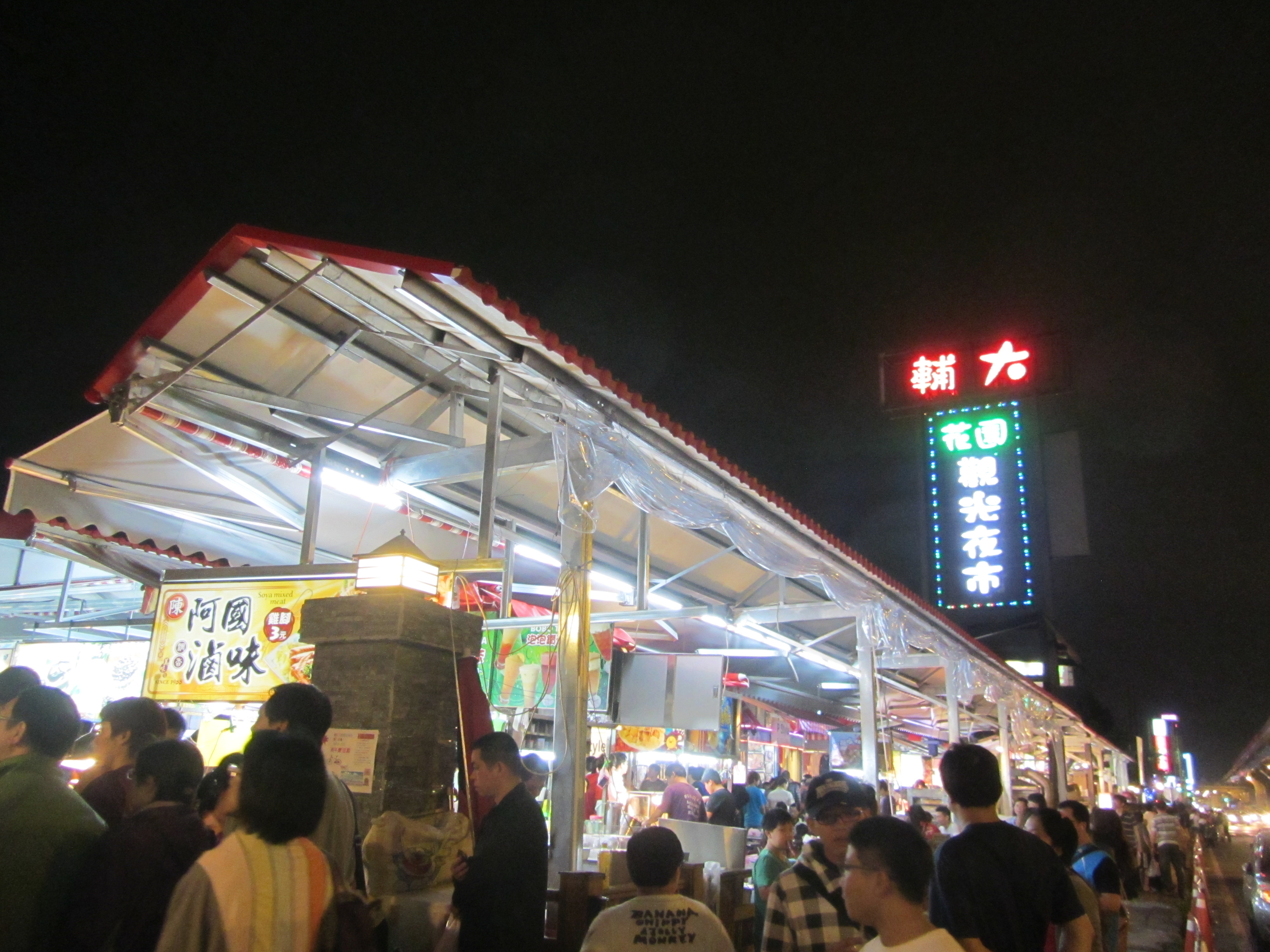
貴子坑渓（中国語版）
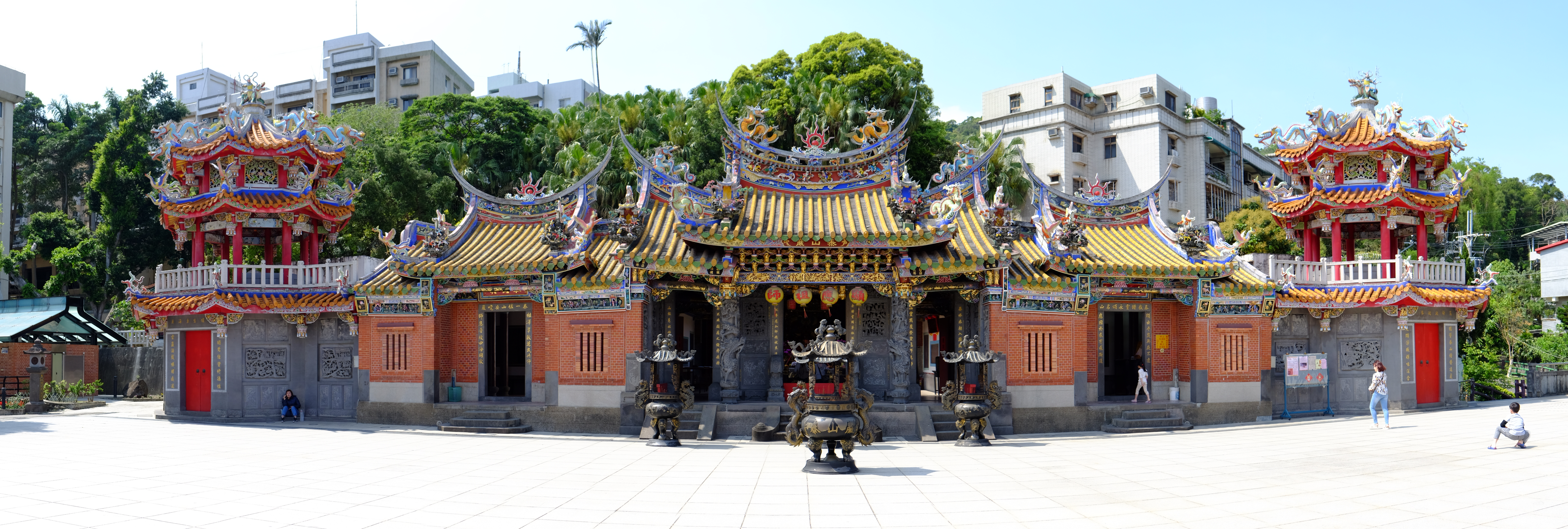
台1線
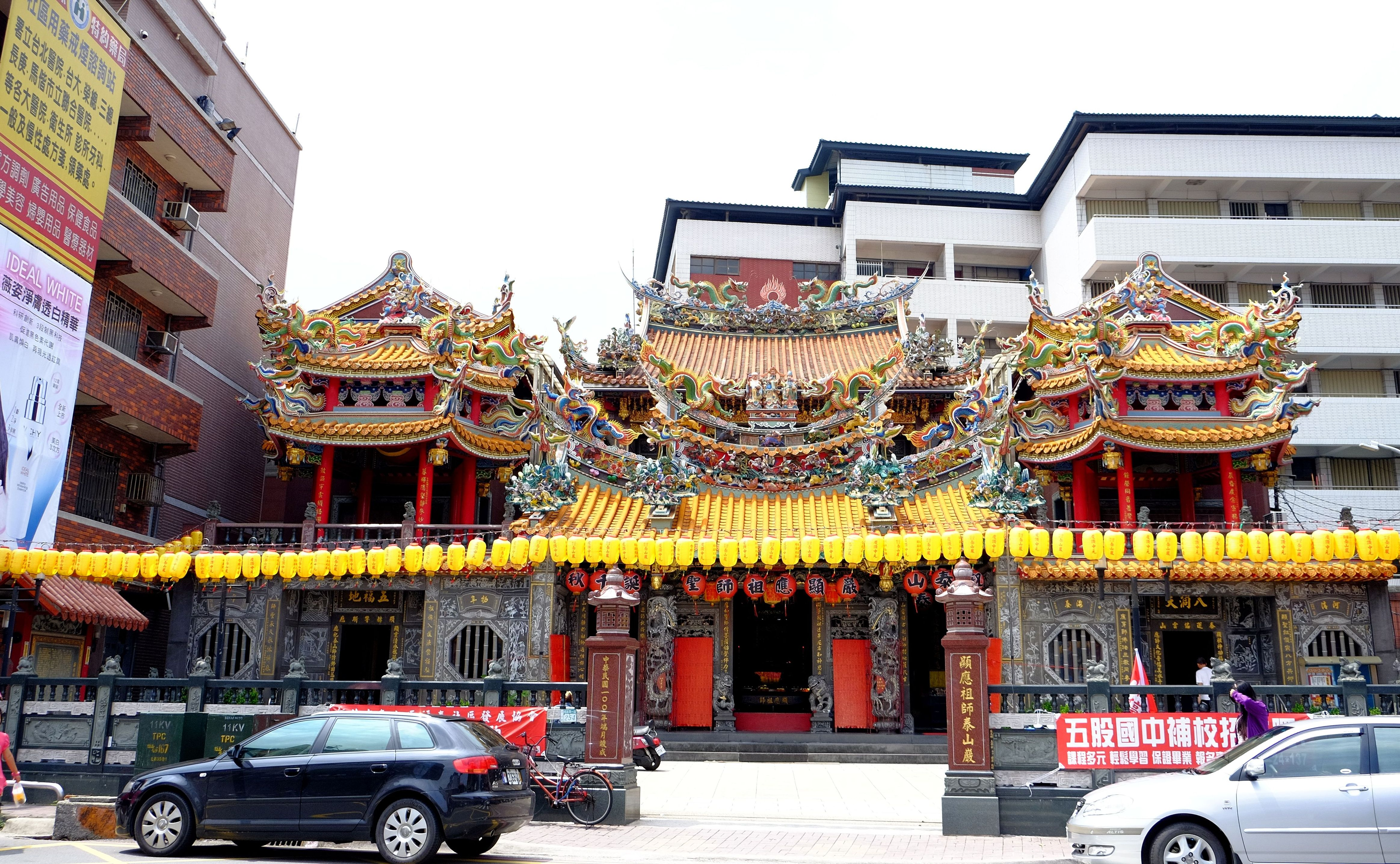
台北捷運新荘線丹鳳駅（徒歩約10分）

- 明志科技大学
- 明志書院
- 輔大花園夜市
- 頂泰山巖
- 下泰山巖

## バス
停留所名は《捷運泰山貴和站（明志路）》
| 系統 | 管轄         | 事業者   | 区間                  | 備考                               |
| ---- | ------------ | -------- | --------------------- | ---------------------------------- |
| 637  | 新北市公車   | 三重客運 | 五股 - 台北           |                                    |
| 638  | 新北市公車   | 三重客運 | 五股 - 捷運南京復興駅 |                                    |
| 797  | 新北市公車   | 指南客運 | 五股 - 市政府         |                                    |
| 798  | 新北市公車   | 指南客運 | 五股 - 北門           |                                    |
| 801  | 新北市公車   | 指南客運 | 五股 - 松山機場       | 五股成泰路、泰山明志路経由。       |
| 858  | 新北市公車   | 三重客運 | 樹林 - 林口長庚医院   |                                    |
| 880  | 新北市公車   | 指南客運 | 樹林 - 淡海           |                                    |
| 883  | 新北市公車   | 指南客運 | 樹林 - 淡海           |                                    |
| 898  | 新北市公車   | 三重客運 | 迴龍 - 林口長庚医院   |                                    |
| 1501 | 台北聯営公車 | 指南客運 | 五股 - 動物園         | 四段運賃。新生南路経由。           |
| 1503 | 台北聯営公車 | 指南客運 | 五股 - 動物園         | 四段運賃。信義路経由。休祝日運休。 |

## 隣の駅
桃園捷運
機場線（桃園機場捷運）
■直達車
通過
■普通車
泰山駅 (A5) - 輔大医院駅 (A5a)（計画中） - 泰山貴和駅 (A6) - 体育大学駅 (A7)